# Landsverk L-185
La Landsverk L-185 era un'autoblindo svedese, sviluppata dalla AB Landsverk nel 1933. Il mezzo non venne adottato dall'Esercito svedese. Nel 1934, una L-185 modificata, realizzata su un telaio 4×4 Fordson e più pesante di 2,5 t rispetto al prototipo svedese, venne venduto alla Danimarca ed assegnato al Corpo Tecnico dell'Esercito danese, con la denominazione FP-6. In seguito ad una rottura del motore nel 1937, il mezzo venne relegato a ruoli addestrativi fino al 1939.